# Capitán Bermúdez
Capitán Bermúdez è una città argentina della provincia di Santa Fe (dipartimento di San Lorenzo), situata nell'area metropolitana della Grande Rosario (nord di Rosario, subito a nord di Granadero Baigorria), sulla riva occidentale del fiume Paraná. Ha una popolazione di circa 27.000 abitanti secondo il censimento del 2001. 

## Storia
Il centro urbano venne fondato nel 1889 e divenne ufficialmente una città nel 1970. Il suo nome è un omaggio a Justo Bermúdez, un capitano delle forze ribelli del generale José de San Martín durante la Battaglia di San Lorenzo.
La città acquisì una certa notorietà quando dei frammenti della stazione spaziale sovietica  Saljut 7 piovvero sulla città dopo essere entrati in attrito con l'atmosfera terrestre durante il rientro del 1991. La stazione aveva infatti mancato il luogo di rientro prestabilito, un'area disabitata nella parte meridionale dell'Oceano Pacifico.

## Economia
La città è sede di importanti industrie che fanno uso di prodotti chimici tossici per l'ambiente, inclusi un impianto petrolchimico ed una cartiera. Secondo gli studi condotti negli anni novanta da Greenpeace, la cartiera (proprietà di Cellulosa S.A.) è responsabile della contaminazione del fiume Paraná con composti chimici derivati dal cloro ed altri. Sono state fatte accuse simili anche sull'impianto petrolchimico Electrocolor, di proprietà della ICI, che produce cloro.  

## Infrastrutture e trasporti
Capitán Bermúdez è attraversata in senso nord-sud dalla strada nazionale 11 ed è inoltre servita da uno svincolo sull'autostrada Rosario-Santa Fe.